# Stanisław Żeburski
Stanisław Józef Żeburski (ur. 3 marca 1901 we Lwowie, zm. 24 stycznia 1919 na Persenkówce)  – polski gimnazjalista, Orlę Lwowskie.

## Życiorys
Stanisław Józef Żeburski urodził się 3 marca 1901 we Lwowie. Od 1901 kształcił się w C. K. VI Gimnazjum we Lwowie, w którym w roku szkolnym 1917/1918 ukończył VII klasę, a w roku szkolnym 1918/1919 uczęszczał do VIII klasy maturalnej i 9 stycznia 1919 złożył wcześniejszy egzamin dojrzałości (w jego klasie był m.in. Zbigniew Paygert, także poległy podczas walk z Ukraińcami).
U kresu I wojny światowej w listopadzie 1918 uczestniczył w obronie Lwowa podczas wojny polsko-ukraińskiej. Był szeregowym-strzelcem w szeregach I pułku Strzelców Lwowskich (późniejszego 38 pułku piechoty Strzelców Lwowskich). Walczył na odcinku I. Został ranny na Persenkówce. Zmarł od ran 24 stycznia 1919. Został pochowany na Cmentarzu Obrońców Lwowa (katakumba IV).

## Upamiętnienie
Nazwisko Stanisława Żeburskiego zostało wymienione na tablicy umieszczonej na Pomniku Obrońców Lwowa na Persenkówce.
Uchwałą Rady Miasta Lwowa z listopada 1938 jednej z ulic we Lwowie nadano imię Stanisława Żeburskiego.
Zarządzeniem prezydenta RP Ignacego Mościckiego z 22 kwietnia 1938 został pośmiertnie odznaczony Krzyżem Niepodległości za pracę w dziele odzyskania niepodległości.